# Стрейбек
Стрейбек (нід. Strijbeek) — село в нідерландській провінції Північний Брабант, на кордоні із Бельгією. Входить до муніципалітету Алфен-Хам.
Його площа становить 9,48 км², а населення станом на 2023 рік складало 335 осіб.

## Галерея

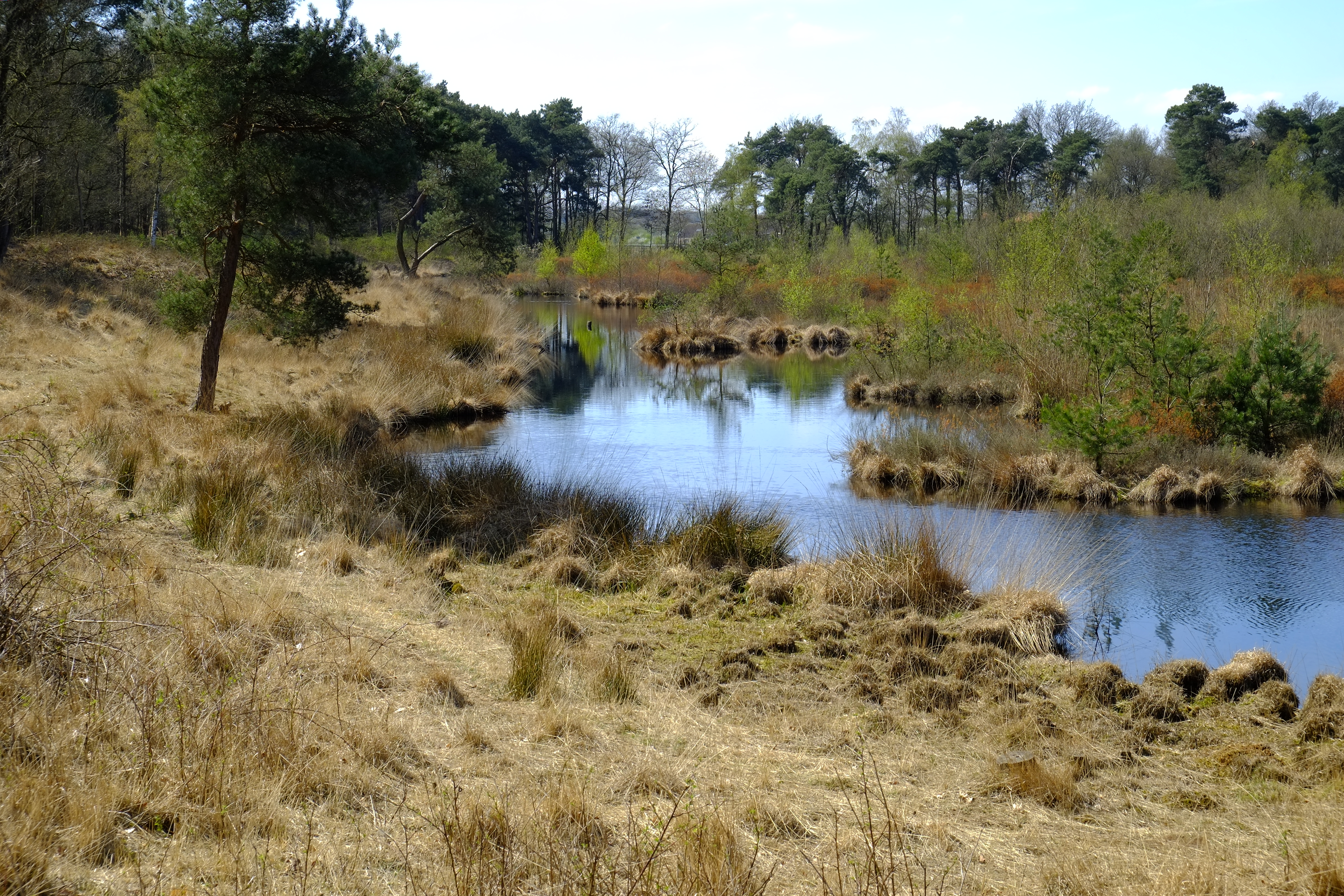
Пустище поблизу Стрейбека